# Ian Heilbron
Sir Ian Morris Heilbron, auch Isidore Morris Heilbron (* 6. November 1886 in Glasgow; † 14. September 1959 in London) war ein britischer organischer Chemiker.

## Leben und Wirken
Ian Morris Heilbron wurde 1886 als Sohn von David und Fanny Heilbronn geboren. Zusammen mit sieben Geschwistern wuchs er in Glasgow City, Schottland, auf. Heilbrons Enthusiasmus gegenüber der Chemie zeigte sich bereits in seiner Zeit an der Highschool und konnte sich letztendlich auch gegen die Bedenken seines Vaters durchsetzen.
Er studierte am Royal Technical College in Glasgow (organische Chemie bei George Gerald Henderson) und 1907 bis 1909 bei Arthur Hantzsch an der Universität Leipzig, an welcher er 1909 mit der Arbeit Über die polychromen Salze aus Oximidooxazolonen promoviert wurde. Danach war er kurz in der Industrie (British Dyestuffs Corp., die spätere Imperial Chemical Industries – er blieb deren Berater bis 1949) und ab 1909 Lecturer am Royal Technical College. Im Ersten Weltkrieg diente er als Offizier in Griechenland, wofür er 1918 den Distinguished Service Order erhielt. 1919 wurde er Professor für organische Chemie am Royal Technical College und 1920 Heath Harrison Professor für Organische Chemie an der University of Liverpool. Ab 1933 war er Professor an der University of Manchester (später Sir James Hall Professor) und 1938 bis 1949 am Imperial College. 1949 bis 1958 war er Direktor der Brewing Industry Research Foundation.
Für Verdienste als Berater der Regierung im Zweiten Weltkrieg (Ministry of Supply und Ministry of Production) wurde er am 12. März 1946 zum Knight Bachelor geschlagen. In dieser Zeit war er an der Einführung von DDT beteiligt (sie entdeckten, dass eines der Isomere des Geigy-Produkts Cesarol ein Insektizid war), das auf Mückennetzen einen wirksamen Schutz gegen Malaria und Gelbfieber bietet. Auch an der Analyse von Struktur und Synthese von Penicillin war er in dieser Zeit beteiligt.
Er war Fellow der Royal Society (1931). 1945 erhielt er die Priestley-Medaille der American Chemical Society (als erster Nicht-US-Bürger) und 1951 erhielt er die Royal Medal, insbesondere für Verdienste in der Synthese von Vitamin A und Polyenen. Die Forschung zu Vitaminen (Vitamin A, D) und Polyenen erfolgte in seiner Zeit in Liverpool. 1943 erhielt er die Davy-Medaille. Seit 1950 war er auswärtiges Mitglied der Königlich Niederländischen Akademie der Wissenschaften (KNAW).
Heilbron war Herausgeber des Dictionary of Organic Compounds und leitender Herausgeber von Thorpe´s Dictionary of Applied Chemistry.